# Hybomitra kasongoensis
Hybomitra kasongoensis är en tvåvingeart som först beskrevs av Pierre L. G. Benoit 1964.  Hybomitra kasongoensis ingår i släktet Hybomitra och familjen bromsar.
Artens utbredningsområde är Kongo. Inga underarter finns listade i Catalogue of Life.